# Vêtre-sur-Anzon
Vêtre-sur-Anzon est une commune nouvelle française résultant de la fusion — au 1er janvier 2019 — des communes de Saint-Julien-la-Vêtre et Saint-Thurin, située dans le département de la Loire, en région Auvergne-Rhône-Alpes. La commune fait partie de Loire Forez Agglomération et se trouve dans le Forez.

## Géographie
| Les Salles            | Champoly                   | Saint-Martin-la-Sauveté  |
| Noirétable            | Vêtre-sur-Anzon            | Ailleux                  |
| Saint-Priest-la-Vêtre | Saint-Didier-sur-Rochefort | L'Hôpital-sous-Rochefort |

La commune est située dans les monts du Forez (Massif central) et est située sur les rives de l'Anzon.

### Climat
Pour des articles plus généraux, voir Climat d'Auvergne-Rhône-Alpes et Climat de la Loire.
En 2010, le climat de la commune est de type climat des marges montargnardes, selon une étude du Centre national de la recherche scientifique s'appuyant sur une série de données couvrant la période 1971-2000. En 2020, Météo-France publie une typologie des climats de la France métropolitaine dans laquelle la commune est exposée à un climat de montagne ou de marges de montagne et est dans la région climatique Nord-est du Massif Central, caractérisée par une pluviométrie annuelle de 800 à 1 200 mm, bien répartie dans l’année.
Pour la période 1971-2000, la température annuelle moyenne est de 9,9 °C, avec une amplitude thermique annuelle de 16,1 °C. Le cumul annuel moyen de précipitations est de 994 mm, avec 11,2 jours de précipitations en janvier et 7,8 jours en juillet. Pour la période 1991-2020, la température moyenne annuelle observée sur la station météorologique de Météo-France la plus proche, « Col de la Loge_sapc », sur la commune de La Chamba à 8 km à vol d'oiseau, est de 7,2 °C et le cumul annuel moyen de précipitations est de 1 273,4 mm,. Pour l'avenir, les paramètres climatiques de la commune estimés pour 2050 selon différents scénarios d'émission de gaz à effet de serre sont consultables sur un site dédié publié par Météo-France en novembre 2022.

## Urbanisme

### Typologie
Au 1er janvier 2024, Vêtre-sur-Anzon est catégorisée commune rurale à habitat dispersé, selon la nouvelle grille communale de densité à sept niveaux définie par l'Insee en 2022.
Elle est située hors unité urbaine et hors attraction des villes,.

## Toponymie
Le nom du village vient de l'Anzon, rivière traversant les deux villages, et de la Vêtre, ruisseau qui se jette dans l'Anzon à Saint-Julien-la-Vêtre.

## Histoire
La commune est créée au 1er janvier 2019 par un arrêté préfectoral du 23 octobre 2018. Son siège est situé à Saint-Julien-la-Vêtre.

## Politique et administration

### Liste des maires
| Période      | Période      | Identité       | Étiquette | Qualité |
| ------------ | ------------ | -------------- | --------- | ------- |
| janvier 2019 | juillet 2020 | Denise Mayen   |           |         |
| juillet 2020 | En cours     | Bertrand Daval |           |         |

### Communes déléguées
| Nom                           | Code Insee | Intercommunalité | Superficie (km2) | Population (dernière pop. légale) | Densité (hab./km2) |
| ----------------------------- | ---------- | ---------------- | ---------------- | --------------------------------- | ------------------ |
| Saint-Julien-la-Vêtre (siège) | 42245      | CA Loire Forez   | 12,9             | 359 (2016)                        | 28                 |
| Saint-Thurin                  | 42291      | CA Loire Forez   | 7,35             | 190 (2016)                        | 26                 |

### Démographie
L'évolution du nombre d'habitants est connue à travers les recensements de la population effectués dans la commune depuis 2016. Pour les communes de moins de 10 000 habitants, une enquête de recensement portant sur toute la population est réalisée tous les cinq ans, les populations de référence des années intermédiaires étant quant à elles estimées par interpolation ou extrapolation. Pour la commune, le premier recensement exhaustif entrant dans le cadre du nouveau dispositif a été réalisé en 2016.

En 2022, la commune comptait 565 habitants, en évolution de +2,91 % par rapport à 2016 (Loire : +1,32 %, France hors Mayotte : +2,11 %).
| 2016 | 2021 | 2022 |
| ---- | ---- | ---- |
| 549  | 572  | 565  |

## Héraldique
| Blason à dessiner | Blason  | Gironné gironnant de six pièces d'or et de gueules, à la roue de moulin de sable brochant en cœur, les girons de gueules chargés au 2 de deux massettes de carrier posées en sautoir, au 4 d'une tour maçonnée de sable, ouverte et ajourée du champ, au 6 d'un écot, le tout d'or. |
| Blason à dessiner | Détails | Le statut officiel du blason reste à déterminer. |

### Langues régionales
L'ancienne commune de Saint-Julien-la-Vêtre parlait historiquement l'occitan, tandis que l'ancienne commune de Saint-Thurin parlait historiquement arpitan (dialecte forézien),.